# Inti (Währung)
Der Inti war vom 1. Februar 1985 bis am 30. Juni 1991 die offizielle Währung Perus. Sie wurde in 100 Céntimos unterteilt. Der ISO-Code lautete PEI.
Inti heißt in der Inkasprache Quechua „Sonne“ und steht für die Sonnengottheit in der Mythologie der Inka. Er wurde als Nachfolgewährung des Sol de Oro im Tauschverhältnis von 1000 Soles de Oro = 1 Inti eingeführt. Der Inti war hochinflationär. Aus diesem Grund wurde er 1991 durch den Nuevo Sol ersetzt; der Tauschkurs betrug 1 Million Inti = 1 Nuevo Sol.
Es existierten Umlaufmünzen zu 1, 5, 10, 20 und 50 Céntimos, sowie 1 und 5 Intis. Des Weiteren wurden anfangs Banknoten mit den Werten 10, 50, 100 und 500 Intis ausgegeben; später folgten durch die Inflation Banknoten zu 1000, 5000, 10.000, 50.000, 100.000, 500.000, 1.000.000 und 5.000.000 Intis.